# Вилд, Кирстен
Кирстен Карлейн Вилд (нидерл. Kirsten Carlijn Wild, род. 15 октября 1982, Алмело, Оверэйссел) — нидерландская профессиональная велогонщица, выступавшая на профессиональном уровне с 2004 по 2021 годы за восемь профессиональных команд. За свою карьеру в велоспорте на треке Вилд выступала на летних Олимпийских играх в 2012, 2016 и 2020 годах, завоевав бронзовую медаль на последних Играх в омниуме. Она завоевала восемнадцать медалей, включая девять золотых на чемпионате мира по трековому велоспорту, и восемнадцать медалей, включая восемь золотых на чемпионате Европы по трековому велоспорту. Вилд также одержала более 100 побед в шоссейных гонках, и завоевала две медали на чемпионате мира по шоссейному велоспорту.

## Карьера
На Олимпийских играх 2012 года в Лондоне Вилд заняла шестое место в омниуме и была членом команды Нидерландов, занявшей шестое место в командной гонке преследования (вместе с Эллен ван Дейк, Эми Питерс и Верой Кудодер).
После двух сезонов в команде Team Hitec Products, в сентябре 2016 года Cylance Pro Cycling объявила, что Вилд присоединится к ним на сезон 2017 года.
В октябре 2017 года, через день после чемпионата Европы по трековому велоспорту в Берлине, где Вилд выиграла золото в гонке на выбывание, Wiggle High5 объявила, что Вилд присоединится к ним на сезон 2018 года. Затем она присоединилась к WNT-Rotor Pro Cycling в 2019 году.
3 августа 2019 года, заняв первое место в RideLondon Classique, она была дисквалифицирована после того, как её внезапная смена направления перед финишной чертой привела к аварии с участием нескольких гонщиков.
Вилд участвовала в отложенных соревнованиях летних Олимпийских игр 2020 года в Токио по мэдисону, где она вместе с Питерс финишировала четвёртой после аварии во время гонки, и в омниуме, где она завоевала бронзовую медаль. Одержав более 100 побед на шоссе, Вилд ушла из шоссейных гонок после Holland Ladies Tour в августе 2021 года. После этого она вернулась на трек, чтобы завершить карьеру в конце года, участвуя в чемпионате Европы, чемпионате мира (где она и Питерс выиграли золото в мэдисоне третий год подряд), и Лиге чемпионов.

## Карьерные достижения

### Основные результаты

#### Шоссе
2004
1-я в классификации молодых спортсменов Холланд Ледис Тур
2-я в общем зачёте в Novilon Damesronde van Drenthe
2005
3-я в Ronde van Gelderland
7-я в общем зачёте в Novilon Damesronde van Drenthe
7-я в Тур Бохума
2006
1-я в общем зачёте в Ster Zeeuwsche Eilanden
1-я в этапах 2 и 3
1-я в Омлоп дор Миддаг-Хюмстерланд
2-я в Чемпионате Нидерландов по шоссейному велоспорту — индивидуальная гонка
3-я в общем зачёте в Novilon Damesronde van Drenthe
3-я в Lowland International Rotterdam Tour
4-я в Ronde van Gelderland
4-я в Omloop van Borsele
9-я в Open de Suède Vårgårda
10-я в Тур Нюрнберга
2007
1-я в общем зачёте в Tour de Pologne Feminin
1-я в этапах 2, 3 и 4
1-я в этапе 3 Holland Ladies Tour
2-я в общем зачёте в Ster Zeeuwsche Eilanden
2-я на Терме Кассеейеномлоп
5-я в Novilon Internationale Damesronde van Drenthe
5-я в Ronde van Gelderland
5-я в Тур Нюрнберга
6-я в Трофей Альфредо Бинды — комунны Читтильо
6-я в Grand Prix de Dottignies
8-я в Omloop van Borsele
10-я в Omloop Het Volk
2008
1-я в Омлоп Хет Волк
1-я в Omloop van Borsele
2-я в Чемпионате Нидерландов по шоссейному велоспорту — индивидуальная гонка
2-я в общем зачёте в Ster Zeeuwsche Eilanden
1-я в Прологе
2-я на Терме Кассеейеномлоп
2-я в Grand Prix de Dottignies
3-я в Туре Фландрии
3-я в Novilon Eurocup Ronde van Drenthe
3-я в Тур Нюрнберга
8-я в Тур Дренте
8-я в Ronde van Gelderland
8-я в Тур Бохума
10-я в GP Stad Roeselare
2009
1-я в  общем зачёте в Ladies Tour of Qatar
1-я в общем зачёте в Tour du Grand Montréal
1-я в этапах 1, 2 и 4
1-я в Omloop van Borsele
1-я в GP Stad Roeselare
Open de Suède Vårgårda
1-я в Командной гонке с раздельным стартом
2-я в шоссейной гонке
1-я в Блауэ Стад TTT
1-я в Тур Нюрнберга
Giro d'Italia Femminile
1-я в Прологе и этапе 9
2-я в Чемпионате Нидерландов по шоссейному велоспорту — индивидуальная гонка
2-я в общем зачёте в Holland Ladies Tour
1-я в классификации по очкам
1-я в этапах 1, 3 и 4
2-я в Tour of Flanders
3-я в Drentse 8 van Dwingeloo
4-я в Grand Prix de Dottignies
5-я в Трофей Альфредо Бинды — комунны Читтильо
5-я в Ronde van Gelderland
10-я в Тур Дренте
2010
1-я в  общем зачёте в Ladies Tour of Qatar
1-я в этапе 3
1-я в общем зачёте в Ster Zeeuwsche Eilanden
1-я в этапах 1 (ITT) и 2
Open de Suède Vårgårda
1-я в Командная гонка с раздельным стартом
1-я в Шоссейная гонка
1-я в Grand Prix de Dottignies
1-я в Ronde van Gelderland
1-я в Omloop van Borsele
1-я в GP Stad Roeselare
1-я в этапе 4 (ITT) Джиро ди Тоскана — Мемориал Микелы Фанини
2-я в общем зачёте в Tour of Chongming Island этапе race
1-я в этапе 2
2-я на Терме Кассеейеномлоп
2-я в общем зачёте в Holland Ladies Tour
1-я в этапах 4 и 5
2-я в Tour of Chongming Island World Cup
3-я в Чемпионате Нидерландов по шоссейному велоспорту — индивидуальная гонка
3-я в Tour of Flanders for Women
3-я в Novilon Eurocup Ronde van Drenthe
2011
1-я в Omloop van Borsele
2-я в общем зачёте в Ster Zeeuwsche Eilanden
2-я в Тур Дренте
2-я в Ronde van Gelderland
Open de Suède Vårgårda
2-я в командной гонке с раздельным стартом
6-я в индивидуальной гонке
3-я в общем зачёте в Holland Ladies Tour
3-я в 7-Dorpenomloop Aalburg
4-я в Gooik–Geraardsbergen–Gooik
5-я в общем зачёте в Energiewacht Tour
6-я в GP Stad Roeselare
2012
1-я в общем зачёте в Ster Zeeuwsche Eilanden
1-я в  этапе 3
1-я в  этапе 2 Tour de Feminin-O cenu Českého Švýcarska
1-я в  этапе 3 Holland Ladies Tour
2-я в  Тур Дренте
3-я в   Чемпионат мира по шоссейным велогонкам 2012 — командной гонке с раздельным стартом
3-я в общем зачёте в Ladies Tour of Qatar
1-я в  классификации по очкам
1-я в этапах 1 и 3
4-я в общем зачёте в Belgium Tour
1-я в этапах 1 и 2
4-я в Omloop van het Hageland
4-я в Tour of Flanders for Women
5-я в Novilon Euregio Cup
7-я в общем зачёте в Energiewacht Tour
1-я в этапе 4a
7-я в Ronde van Gelderland
8-я в EPZ Omloop van Borsele
2013
1-я в  общем зачёте в Ladies Tour of Qatar
1-я в  классификации по очкам
1-я в этапах 2, 3 и 4
1-я в Ronde van Gelderland
1-я в Гент — Вевельгем
Belgium Tour
1-я в  этапах 2 и 3
Holland Ladies Tour
1-я в  классификации по очкам
1-я в этапах 1 и 3
1-я в этапе 1 Giro d'Italia Femminile
3-я в общем зачёте в Energiewacht Tour
1-я в  классификации по очкам
1-я в этапах 1, 2, 3b и 4
3-я в Тур Бохума
3-я в Profronde van Surhuisterveen
5-я в Ronde van Drenthe World Cup
10-я в Tour of Flanders for Women
2014
1-я в  общем зачёте в Ladies Tour of Qatar
1-я в  классификации по очкам
1-я в этапах 1, 3 и 4
1-я в  общем зачёте в Tour of Chongming Island
1-я в  классификации по очкам
1-я в этапах 1 и 2
1-я в Ronde van Gelderland
1-я в Novilon EDR Cup
1-я в Tour of Chongming Island World Cup
La Route de France
1-я в этапах 4 и 6
2-я в EPZ Omloop van Borsele
2-я в Ronde van Overijssel
2-я в La Course by Le Tour de France
5-я в Omloop Het Nieuwsblad
5-я в Open de Suède Vårgårda
6-я в Ronde van Drenthe World Cup
7-я в общем зачёте в Energiewacht Tour
1-я в  классификации по очкам
1-я в этапах 1 и 2
9-я в Gent–Wevelgem
9-я в Sparkassen Giro
2015
1-я в общем зачёте в Tour of Chongming Island
1-я в классификации по очкам
1-я в этапах 1 и 2
1-я в Novilon EDR Cup
1-я в Ronde van Gelderland
1-я в EPZ Omloop van Borsele
1-я в Grand Prix cycliste de Gatineau
1-я в Omloop van de IJsseldelta
1-я в этапе 4 Тура Бретани (женский)
2-я в Tour of Chongming Island World Cup
3-я в La Madrid Challenge by La Vuelta
4-я в Dwars door de Westhoek
5-я в общем зачёте в Energiewacht Tour
1-я в  классификации по очкам
1-я в этапе 3
7-я в Ronde van Overijssel
9-я в La Course by Le Tour de France
2016
1-я в Women's Tour de Yorkshire
1-я в RideLondon Classique
Ladies Tour of Qatar
1-я в  классификации по очкам
1-я в этапе 1
Energiewacht Tour
1-я в этапах 4a и 5
1-я в этапе 4 Tour of California
2-я в  Чемпионате мира по шоссейным велогонкам 2016, шоссейной гонке
5-я в Omloop van de IJsseldelta
2017
1-я в этапе 2 Holland Ladies Tour
2-я в общем зачёте в Tour of Chongming Island
1-я в этапе 1
3-я в общем зачёте в Santos Women's Tour
1-я в этапах 2 и 4
5-я в Prudential RideLondon Classique
7-я в Чемпионат Европы — групповая гонка
7-я в Кэдел Эванс Грейт Оушен Роуд
7-я в Omloop van het Hageland
10-я в Crescent Vårgårda UCI Women's WorldTour
2018
1-я в RideLondon Classique
Women's Tour de Yorkshire
1-я в  классификации по очкам
1-я в этапе 1
1-я в этапе 2 Giro Rosa
2-я в Crescent Vårgårda
5-я в общем зачёте в Healthy Ageing Tour
1-я в  классификации по очкам
1-я в этапе 3a
7-я в общем зачёте в Tour of Chongming Island
1-я в этапе 3
2019
1-я в Три дня Де-Панне
1-я в Gent–Wevelgem
2-я в общем зачёте в Тура Бретани
1-я в классификации по очкам
1-я в этапах 1 и 2
3-я в общем зачёте в Healthy Ageing Tour
1-я в классификации по очкам
1-я в этапах 3 и 5
6-я в Чемпионат Европы — групповая гонка
8-я в Ronde van Drenthe
2021
6-я в Классика Брюгге — Де-Панне

##### Хронология результатов в классике
| Хронология результатов классики          |                       |                       |                       |                       |                       |                       |                       |                       |                       |                       |                       |      |      |      |                |                |
| Классика                                 | 2006                  | 2007                  | 2008                  | 2009                  | 2010                  | 2011                  | 2012                  | 2013                  | 2014                  | 2015                  | 2016                  | 2017 | 2018 | 2019 | 2020           | 2021           |
| Омлоп Хет Ниувсблад                      | 13                    | 10                    | 1                     | —                     | 61                    | 17                    | —                     | —                     | 5                     | —                     | —                     | 60   | —    | —    | —              | —              |
| Тур Дренте                               | —                     | 12                    | 8                     | 10                    | 14                    | 2                     | 2                     | 5                     | 6                     | 11                    | —                     | 20   | 44   | 8    | NH             | —              |
| Гент — Вевельгем                         | Гонка не существовала | Гонка не существовала | Гонка не существовала | Гонка не существовала | Гонка не существовала | Гонка не существовала | —                     | 1                     | 9                     | 11                    | —                     | —    | 34   | 1    | —              | 43             |
| Трофей Альфредо Бинды — комунны Читтильо | —                     | 6                     | 26                    | 5                     | 28                    | —                     | —                     | —                     | —                     | —                     | —                     | —    | —    | —    | NH             | —              |
| Тур Фландрии                             | 54                    | 51                    | 3                     | 2                     | 3                     | 17                    | 4                     | 10                    | 13                    | 28                    | —                     | —    | 11   | 45   | —              | —              |
| Льеж — Бастонь — Льеж Фамм               | Гонка не существовала | Гонка не существовала | Гонка не существовала | Гонка не существовала | Гонка не существовала | Гонка не существовала | Гонка не существовала | Гонка не существовала | Гонка не существовала | Гонка не существовала | Гонка не существовала | —    | —    | —    | —              | —              |
| Гран-при Плуэ — Бретань                  | —                     | —                     | —                     | —                     | —                     | 24                    | —                     | —                     | —                     | —                     | —                     | —    | —    | —    | —              | —              |
| Open de Suède Vårgårda                   | 9                     | 23                    | 15                    | 2                     | 1                     | 6                     | 13                    | 11                    | 5                     | 26                    | —                     | 10   | 2    | —    | Не проводилась | Не проводилась |

| —   | Не участвовала в соревнованиях |
| DNF | Не финишировала                |
| NH  | Гонка не проводилась           |

#### Трек
2007
3-е место в Индивидуальной гонке преследования, Национальный чемпионат
2008
Национальный чемпионат
2-е место в Индивидуальной гонке преследования
2-е место в Гонке по очкам
2009
3-е место в гонке по очкам, Национальный чемпионат
2010
2-е место в Индивидуальной гонке преследования, Национальный чемпионат
2011
Национальный чемпионат
1-е место в  Мэдисоне
2-е место в Индивидуальной гонке преследования
1-е место в  Командная гонка преследования, Кубок мира UCI по трековому велоспорту 2011—2012, Астана
3-е место в  Омниуме, Чемпионат мира по трековым велогонкам 2011
3-е место в  Омниуме, Чемпионат Европы по трековому велоспорту 2011
2013
Чемпионат Европы по трековому велоспорту
1-е место в  Гонке по очкам
2-е место в  Омниуме
2014
2-е место в Омниуме, Grand Prix of Poland
Международный трек среди женщин и мужчин
3-е место в Омниуме
3-е место в Гонке по очкам
2015
Чемпионат мира по трековому велоспорту
1-е место в  Скрэтче
3-е место в  Омниуме
1-е место в  Омниуме, Кубок мира UCI по трековому велоспорту, Кали
1-е место в  Мэдисоне, Национальный чемпионат
Trofeu CAR Anadia Portugal
1-е место в Омниуме
1-е место в Скрэтче
6 giorni delle rose – Fiorenzuola
1-е место в Скрэтче
2-е место в Омниуме
2-е место в Гонке по очкам
Irish International Track GP
1-е место в Скрэтче
1-е место в Омниуме
2-е место в  Скрэтче, Чемпионат Европы по трековому велоспорту
2016
Чемпионат Европы по трековому велоспорту
1-е место в  Гонке на выбывание
1-е место в  Гонка по очкам
2-е место в  Омниуме
3-е место в  Скрэтче
3-е место в  Мэдисоне
Национальные чемпионаты
1-е место в  Мэдисоне
1-е место в  Индивидуальной гонке преследования
1-е место в  Скрэтче
1-е место в  Гонке по очкам
1-е место в Омниуме, Чемпионат в Апелдорне
2-е место в  Скрэтче, Чемпионат мира по трековому велоспорту
2017
Чемпионат Европы по трековому велоспорту
1-е место в  Гонке на выбывание
2-е место в  Омниуме
3nd  Мэдисоне
Национальные чемпионаты
1-е место в  Мэдисоне
1-е место в  Омниуме
1-е место в  Скрэтче
1-е место в  Омниуме, Кубок мира UCI по трековому велоспорту 2017—2018, Прушков
Belgian International Meeting
1-е место в Омниуме
2-е место в Гонке по очкам
2-е место в Мэдисоне (с Ниной Кесслер)
1-е место в Мэдисоне, Zesdaagse Vlaanderen-Gent (с Эми Питерс)
Чемпионат мира по трековому велоспорту
2-е место в  Омниуме
3-е место в  Гонке по очкам
2-е место в Гонке по очкам, Revolution Series – Champions League – Round 2, Глазго
8th общем зачёте в Six Days of London
2018
Чемпионат мира по трековому велоспорту
1-е место в  Скрэтче
1-е место в  Омниуме
1-е место в  Гонке по очкам
2-е место в  Мэдисоне
Чемпионат Европы по трековому велоспорту
1-е место в  Скрэтче
1-е место в  Омниуме
3-е место в  Мэдисоне
1-е место в  Гонке по очкам, Национальные чемпионаты
Revolution Series Champions League, Round 3 – Манчестер
1-е место в Гонке по очкам
2-е место в Скрэтче
Six Days of Bremen
1-е место в Мэдисоне
1-е место в Омниуме
2019
Чемпионат мира по трековому велоспорту
1-е место в  Омниуме
1-е место в  Мэдисоне
2-е место в  Скрэтче
3-е место в  Гонке по очкам
Европейские игры
1-е место в  Омниуме
1-е место в  Скрэтче
2-е место в  Мэдисоне
Чемпионат Европы по трековому велоспорту
1-е место в  Гонке на выбывание
1-е место в  Омниуме
3-е место в  Мэдисоне
2020
Чемпионат мира по трековому велоспорту
1-е место в  Мэдисоне
1-е место в  Скрэтче
2021
Чемпионат мира по трековому велоспорту
1-е место в  Мэдисоне
3-е место в  Гонке по очкам
2-е место в гонке на выносливость, Лига чемпионов UCI по трековому велоспорту
1-е место в Скрэтче, London I
3-е место в  Омниуме, Летние Олимпийские игры

### Национальные рекорды
Последние три раза Вилд входила в состав команды на гонке преследования на дистанции 3000 м, когда они установили новый национальный рекорд Нидерландов. Вместе с Эллен ван Дейк и Верой Кудодер она является действующей обладательницей национального рекорда со временем 3:20.013 (53,996 км/ч), установленного на Летних Олимпийских играх 2012 года 4 августа 2012 года. После сезона 2011—2012 по велоспорту на треке UCI изменил дисциплину на командную гонку преследования на 4000 м с четырьмя гонщиками.
| Время    | Скорость (км/ч) | Гонщики                                  | Гонка | Расположение | Дата            | Ссылки |
| -------- | --------------- | ---------------------------------------- | --- | ------------ | --------------- | ------ |
| 3:23.179 | 53.155          | Эллен ван Дейк Кирстен Вилд Вера Кудодер | Кубок мира UCI по трековому велоспорту 2010—2011 Классика — 4 этап (Квалификация)                                              | Манчестер    | 18 февраля 2011 | [ 13 ] |
| 3:21.550 | 53.584          | Эллен ван Дейк Кирстен Вилд Эми Питерс   | Кубок мира UCI по трековому велоспорту 2011—2012 — раунд 1 — командная гонка преследования (женщины) (Гонка за золотую медаль) | Астана       | 4 ноября 2011   | [ 14 ] |
| 3:20.013 | 53.996          | Эллен ван Дейк Кирстен Вилд Вера Кудодер | Велоспорт на летних Олимпийских играх 2012 — командная гонка преследования (женщины) (Первый раунд)                            | Лондон       | 4 августа 2012  | [ 15 ] |